# Menno Smid
Menno Smid (* 1. Januar 1928 in Negenbargen (heute Teil der Stadt Wittmund); † 20. September 2013 in Emden) war ein deutscher lutherischer Theologe, Geistlicher und Verfasser des Standardwerks über die Ostfriesische Kirchengeschichte. Smid war verheiratet und Vater von fünf Kindern.

## Leben
Smid wuchs im Landkreis Wittmund auf. Sein Abitur legte er 1947 in Jever ab. Anschließend studierte er in Wuppertal, Tübingen und Göttingen Evangelische Theologie. Sein Vikariat leistete er in den Jahren 1954 bis 1956 am Klinikpfarramt in Göttingen, im Predigerseminar auf der Erichsburg, in Loccum und Nienhagen ab. Nach der Ordination im Oktober 1956 wurde Smid zunächst Pastor an der Christuskirche in Leer, ab Mai 1957 in Pogum und ab November 1966 in Logabirum. Seine Dissertation reichte er in Göttingen ein. Dort wurde er 1976 zum Doctor theologiae promoviert. Ab Oktober 1978 war er als Superintendent des Evangelisch-lutherischen Kirchenkreises Emden auch Pastor der Ersten Pfarrstelle der Martin-Luther-Kirchengemeinde in Emden. Dieses Amt hatte er bis zum Eintritt in seinen Ruhestand am 1. Januar 1993 inne.
Von 1971 bis 1995 war Smid zudem Mitglied der Landessynode der Evangelisch-lutherischen Landeskirche Hannovers. Dort war er 14 Jahre lang Mitglied des Landessynodalausschusses (1977 bis 1990) und davon neun Jahre (1982 bis 1990) dessen Vorsitzender. Von 1990 bis 1995 war er Vorsitzender des Finanzausschusses der Landessynode.

## Schriften
- Ostfriesische Kirchengeschichte. H. Risius, Weener 1974, S. 512, 517 (Ostfriesland im Schutze des Deiches, Bd. 6).
- mit Hans-Bernd Rödiger: Friesische Kirchen. Band 3: In der kreisfreien Stadt Emden und im Landkreis Leer. Mettcker, Jever 1980, 2. Auflage 1990
- Kirche zwischen Burg und Rathaus. Ein Beitrag zur Emder Stadtgeschichte und zum Verhältnis von Staat und Kirche in Emden. In: Kollegium der Ostfriesischen Landschaft (Hrsg.): Res Frisicae. Harm Wiemann zum 75. Geburtstag. (Abhandlungen und Vorträge zur Geschichte Ostfrieslands, Band 59), Verlag Ostfriesische Landschaft, Aurich 1978. S. 131–150
- Haesbaert, Johann Wilhelm. In: Biographisches Lexikon für Ostfriesland, Band III (Hrsg. Martin Tielke, i. A. der Ostfriesischen Landschaft), Aurich 2001, S. 188f
- Laski, Johannes. In: Neue Deutsche Biographie (NDB). Band 13, Duncker & Humblot, Berlin 1982, ISBN 3-428-00194-X, S. 657 f. (Digitalisat).
- Ligarius, Johannes. In: Neue Deutsche Biographie (NDB). Band 14, Duncker & Humblot, Berlin 1982, ISBN 3-428-00194-X, S. 547 f. (Digitalisat).
- Laski, Jan. In: Theologische Realenzyklopädie (TRE). Band 20, de Gruyter, Berlin / New York 1990, ISBN 3-11-012655-9, S. 448–451.